# .aw
.aw — национальный домен верхнего уровня для Арубы

## Домены второго уровня
Регистрация разрешена непосредственно на втором уровне, но существует также поддомен .com.aw, предназначенный для коммерческих сайтов. Большинство регистраций осуществляется через веб-сайт SETARNET.
Также увеличилось количество регистраций .pro.aw, предназначенных для профессионалов Арубы.